# Theo Sijthoff
Theo Sijthoff (Rotterdam, 6 februari 1937 – Brecht (België), 20 juli 2006) was een Nederlandse wielrenner en modeontwerper.

## Loopbaan
In eerste instantie was Sijthoff amateur- en ook enige tijd professioneel wielrenner, maar hij oefende deze sport met niet al te veel succes uit in de jaren zestig en zeventig van de 20e eeuw: hij won als nieuweling zestien wedstrijden, als amateur zeventien wedstrijden en als beroepsrenner één wedstrijd. Na zijn wielercarrière stortte hij zich op het modebedrijf.
Zijn activiteiten op het gebied van de mode gingen een tijdlang behoorlijk goed. Hij maakte voor tal van beroemdheden kleding, onder wie bekende personen uit de film- en televisiewereld, maar ook voor iemand als koningin Beatrix. 
Sijthoff wist zichzelf en zijn modebedrijf goed te promoten: hij hield er min of meer de bijnaam 'modekoning van Rotterdam' aan over. Op 26 oktober 1993 werd echter het faillissement van zijn bedrijf uitgesproken wegens een schuldenlast.
Zijn ontwerpstijl was niet in één hokje onder te brengen en liep uiteen van klassiek tot modern en van ingetogen tot uitbundig. Sommige collega-modeontwerpers hadden weleens lichte kritiek op hem, met name op het terrein van creativiteit en originaliteit.
Op 11 september 2001 kreeg hij een beroerte, waardoor zijn spraakvermogen werd aangetast; hij zonderde zich hierdoor van de buitenwereld af. De laatste jaren van zijn leven kampte hij met een slechte gezondheid. Theo Sijthoff overleed uiteindelijk op 69-jarige leeftijd. Sijthoff was getrouwd en had twee dochters.